# Valea Arini
Valea Arini – wieś w Rumunii, w okręgu Neamț, w gminie Bălțătești. W 2011 roku liczyła 629 mieszkańców.